# Liptovská Anna
Liptovská Anna (bis 1952 slowakisch „Svätá Anna“; ungarisch Szentanna) ist eine Gemeinde im Norden der Slowakei mit 104 Einwohnern (Stand 31. Dezember 2024), die zum Okres Liptovský Mikuláš, einem Teil des Žilinský kraj, gehört und zur traditionellen Landschaft Liptau gezählt wird.

## Geographie

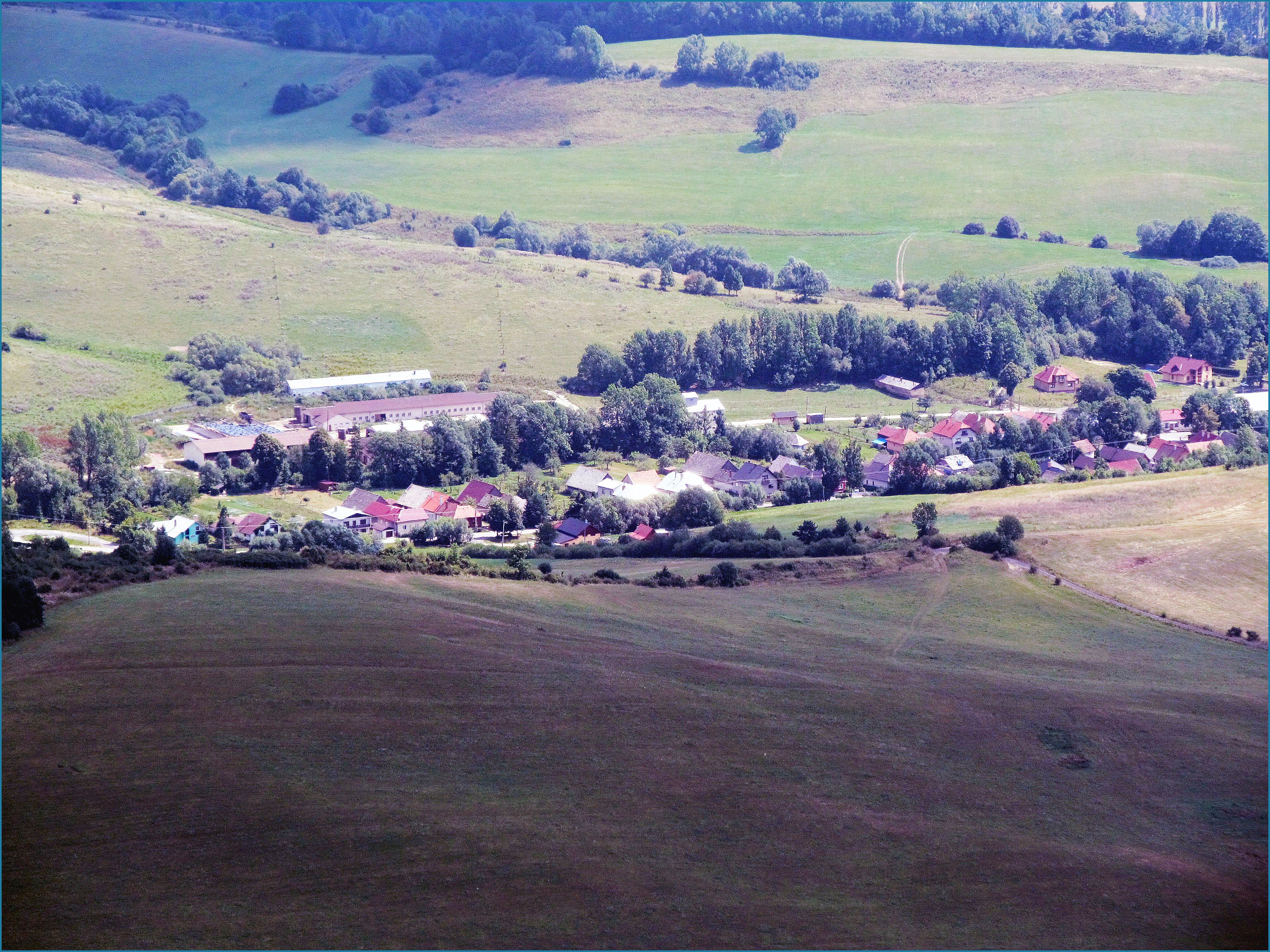
Blick auf Liptovská Anna

Die Gemeinde befindet sich im Mittelteil des Talkessels Liptovská kotlina (Teil der größeren Podtatranská kotlina) am Übergang in das nördlich gelegene Chočgebirge, im Tal des Baches Annin potok im Einzugsgebiet der Waag. Oberhalb des Ortes erhebt sich die Felsenwand Čerenová mit maximaler Höhe von 1121 m n.m. Das Ortszentrum liegt auf einer Höhe von 660 m n.m. und ist 18 Kilometer von Liptovský Mikuláš entfernt.
Nachbargemeinden sind Malatiná im Norden, Prosiek im Nordosten, Ižipovce im Osten, Bukovina im Süden, Liptovská Teplá und Kalameny im Süden und Liptovská Sielnica (Katastralgemeinde Sestrč) im Westen.

## Geschichte

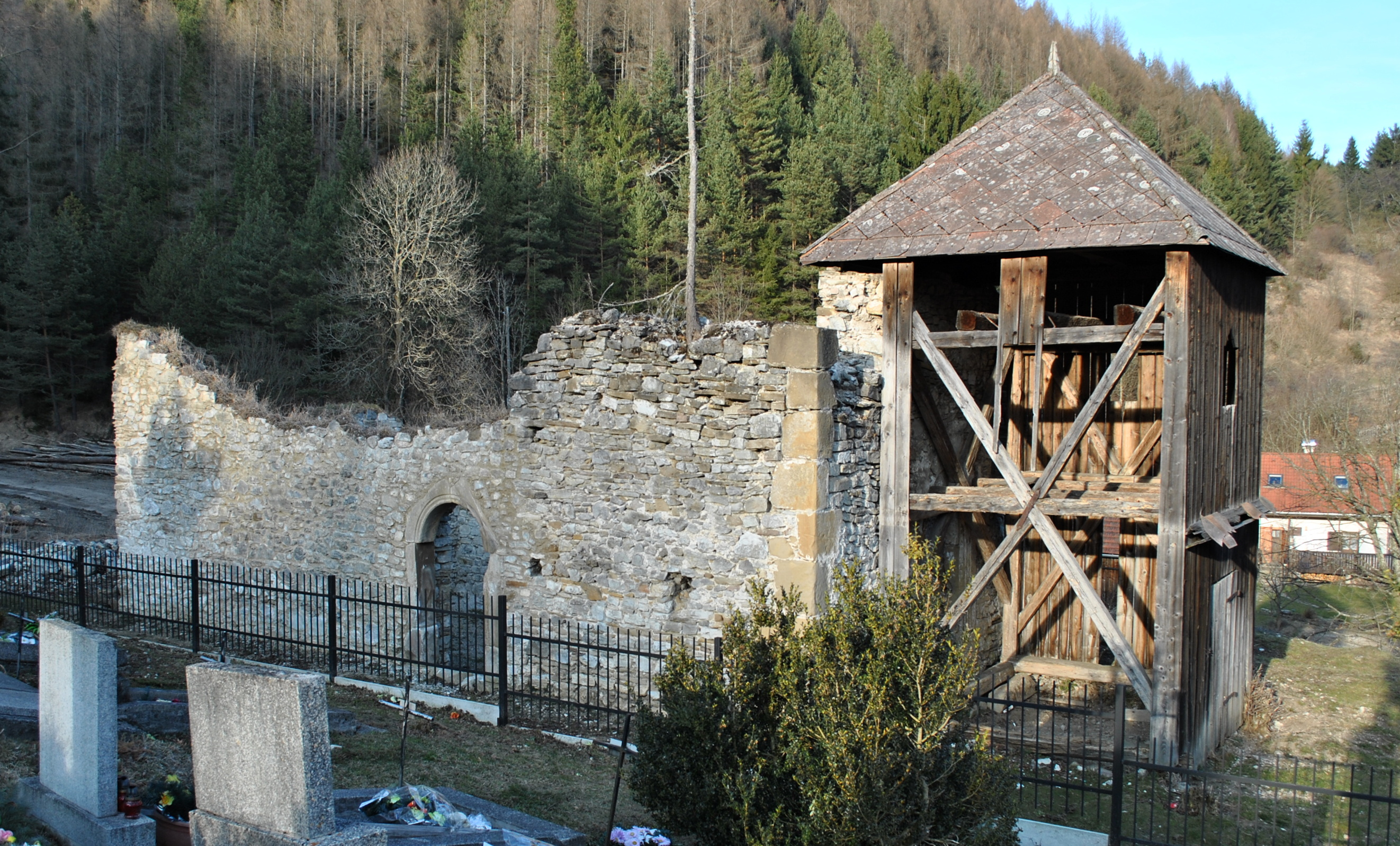
Ruine der Annakirche

Liptovská Anna wurde zum ersten Mal 1396 als Senth Anna schriftlich erwähnt. Nach dem Namen und dem frühgotischen Stil der örtlichen Kirche vermutet man eine Ansiedlung im 13. Jahrhundert. Bis zum 16. Jahrhundert war das Dorf Besitz des örtlichen Geschlechts Szentannay, später gehörte es den Familien Allman und Dobák. 1784 hatte die Ortschaft 52 Häuser und 265 Einwohner, 1828 zählte man 36 Häuser und 332 Einwohner, die als Hirten, Hersteller von Holzgeschirr und Landwirte beschäftigt waren.
Bis 1918 gehörte der im Komitat Liptau liegende Ort zum Königreich Ungarn und kam danach zur Tschechoslowakei und schließlich zur Slowakei. In der ersten tschechoslowakischen Republik waren die Einwohner neben den traditionellen Beschäftigungen auch als Kalkbrenner tätig.

## Bevölkerung
| Jahr                | 1994 | 2004    | 2014    | 2024     |
| ------------------- | ---- | ------- | ------- | -------- |
| Anzahl der Personen | 104  | 94      | 86      | 104      |
| Unterschied         |      | −9,61 % | −8,51 % | +20,93 % |

| Jahr                | 2023 | 2024    |
| ------------------- | ---- | ------- |
| Anzahl der Personen | 97   | 104     |
| Unterschied         |      | +7,21 % |

Nach der Volkszählung 2011 wohnten in Liptovská Anna 95 Einwohner, alle davon Slowaken.
38 Einwohner bekannten sich zur Evangelischen Kirche A. B., 22 Einwohner zur römisch-katholischen Kirche, sechs Einwohner zur evangelisch-methodistischen Kirche und zwei Einwohner zu den christlichen Gemeinden. 21 Einwohner waren konfessionslos und bei sechs Einwohnern wurde die Konfession nicht ermittelt.

## Bauwerke und Denkmäler

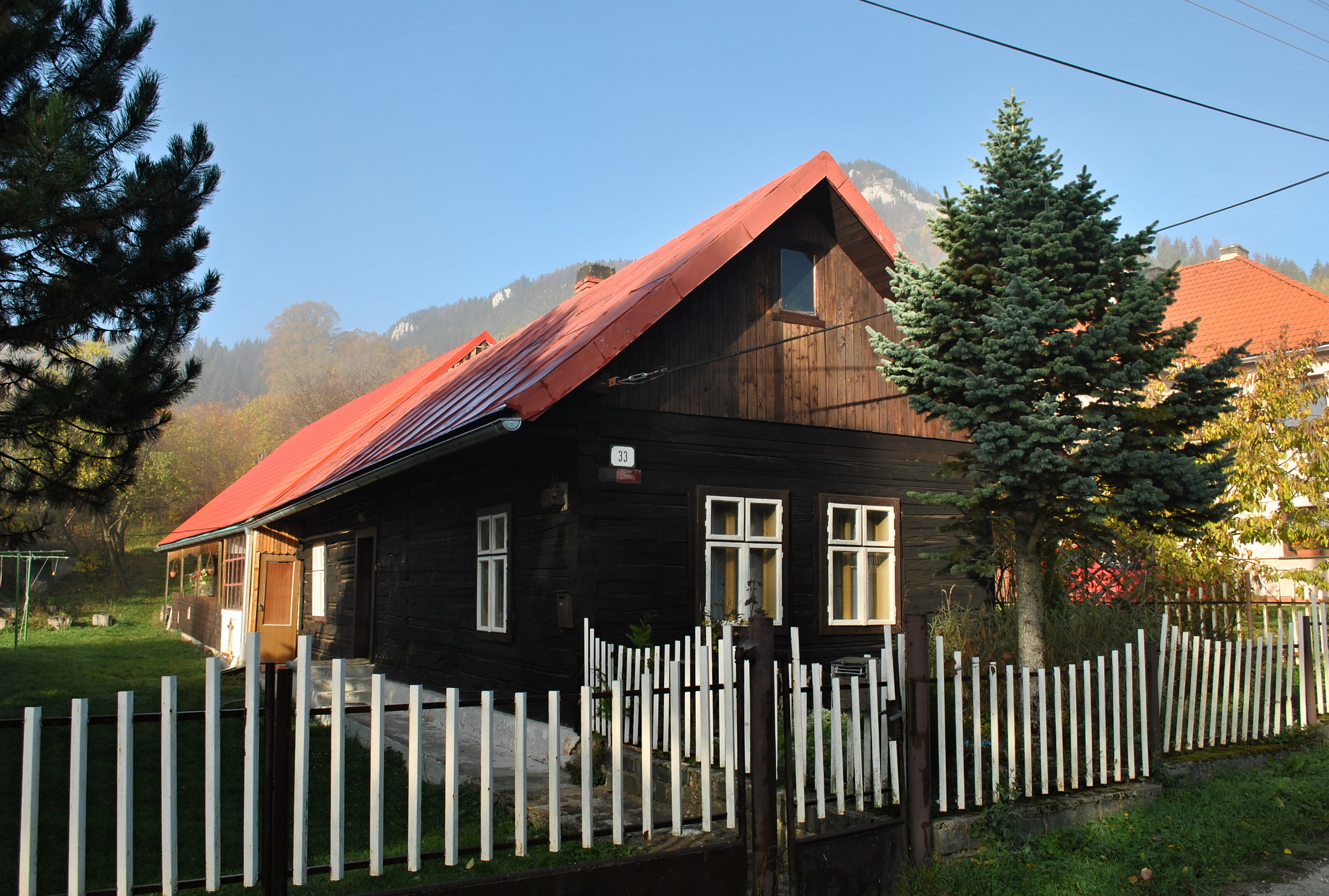
Denkmalgeschütztes Haus

- Ruine der römisch-katholische Annakirche im frühgotischen Stil aus dem späten 13. oder frühen 14. Jahrhundert, 1805 bei einem Brand verwüstet